# Hajdú-Bihar
Hajdú-Bihar é um condado (megye em húngaro) do Leste da Hungria, fazendo fronteira com a vizinha Roménia. A rodeá-lo encontram-se os condados húngaros de Szabolcs-Szatmár-Bereg, Borsod-Abaúj-Zemplén, Jász-Nagykun-Szolnok e Békés. 
O condado ocupa grande área do Leste húngaro e foi formado depois da Segunda Grande Guerra, com a fusão de dois condados, o de Hadjú e o de Bihar.

A sua capital é Debrecen, contando ainda com 82 municípios.